# Tony Corsari
Tony Corsari, pseudoniem van André Mathilde Edouard Parengh (Tienen, 12 november 1926 – Gent, 2 september 2011), was tijdens de pioniersjaren van de Vlaamse televisie een populaire televisiepresentator en quizmaster. Tijdens de jaren vijftig en vroege jaren zestig was hij regelmatig op het NIR (en daaropvolgend de BRT) te zien. Hij werd ook als zanger bekend.

## Biografie

### Carrière voor de televisie
Corsari werd geboren als André Parengh en was de zoon van Felix Parengh en Palmyre Louise Scaut. Hij had nog een oudere zus, Georgette (1925 - 2020). Hij studeerde drie jaar administratief recht in Leuven en Brussel en was overdag ambtenaar bij het COO, eerst in Tienen, daarna in Brussel. Van jongs af aan had hij een voorliefde voor de showbusiness en entertainde hij graag mensen. Als tiener maakte hij al deel uit van een dansorkest en speelde hij piano, viool, saxofoon, klarinet en accordeon. Parengh speelde in Tienen toneel bij ‘Vermaak na Arbeid', trad op in revues in de Brusselse Folies Bergère en in operettes en tekende cartoons voor Franstalige dag- en weekbladen. In 1954, hij trad toen al op als presentator van cabaret en variété, maakte hij een tournee met Ray Franky en dat betekende in 1955 zijn doorbraak op de toen nog maar pas begonnen Vlaamse televisie. Nic Bal en Paul Van Dessel zagen hem aan het werk in het Apollotheater in Antwerpen als presentator met het in die tijd zeer bekende tango- en rumbaorkest van Malando. In mei 1955 begon hij bij de toenmalige BRT en maakte hij als Tony Corsari zijn debuut als televisiepresentator in het variétéprogramma De Teleshow. Hij begon met presentaties van spelprogramma's in 1957. Als presentator koos hij voor de artiestennaam Tony Corsari, met veel klinkers, omdat Nederlandstaligen dat beter konden uitspreken dan André Parengh.

### Bij de openbare omroep
Hij was vanaf 1955 tot 1964 actief als quizpresentator bij het toenmalige NIR (vanaf 1960 BRT) (nu VRT). Hier presenteerde hij quizprogramma's als 100.000 of niets en Eén tegen allen. Daarnaast presenteerde hij ook de talentenjacht Ontdek de ster en De Muziekkampioen. Corsari stond bij de televisie bekend als de man die alles kon: zingen, dansen, acteren, goochelen, presenteren, cartoons tekenen en sketches spelen in zijn shows. Als er iets verkeerd liep op tv dan kon hij perfect improviseren. Hij schreef zijn eigen teksten, en zong zelf de titelmelodie van De Muziekkampioen. 's Avonds reisde hij het land af voor zaaloptredens, als conferencier, cabaretier, presentator, acteur, goochelaar en zanger. In zijn recordjaar 1969 trad hij 296 keren op. Als zanger had hij destijds grote hits in Vlaanderen met Waarom zijn de bananen krom? (1963) en Het minirokje (1967).

### Einde van de carrière
In 1964 besloot hij een punt achter zijn carrière te zetten. In de laatste aflevering van zijn laatste programma Een tegen allen nam hij afscheid van het publiek en de televisiewereld samen met diensthoofd ontspanning bij de BRT Herman Verelst. Sindsdien leefde hij bewust een teruggetrokken bestaan, ver weg van de camera's. Hij koos voor zijn baan bij de toenmalige Commissie voor Openbare Onderstand (het huidige OCMW), waar hij opklom tot directeur-generaal in Brussel. Hij verscheen 33 jaar lang niet meer op het scherm maar bleef 's avonds wel optreden in Vlaamse zalen.
Tony Corsari bezocht nog dikwijls de Grote Markt van zijn woonplaats Tienen, was een trouwe supporter van de lokale voetbalploeg KVK Tienen en had zijn vaste zitplaats op de hoofdtribune.
In 1997 slaagde Luc Appermont er na drie jaren proberen in, om Corsari met een goede smoes in het VTM-programma Het Mooiste Moment te laten verschijnen en hij reikte kort daarna in 1998 aan Koen Wauters de prijs voor tv-persoonlijkheid uit tijdens het laatste Gala van het Gouden Oog. In 2003 zocht Bart Peeters hem ter gelegenheid van de show rond 50 jaar Vlaamse televisie weer op. Corsari zong toen nogmaals Waarom zijn de bananen krom?.
Op 24 oktober 2010 kwam hij nog eens op tv toen hij samen met Luc Appermont te gast was in het zondagavondprogramma De jaren stillekes van Steven Van Herreweghe. In datzelfde jaar maakte hij in Man bijt hond bekend dat hij aan darmkanker leed en dat hij de behandeling had stopgezet. Op 26 december zat hij nogmaals samen met Luc Appermont en Steven Van Herreweghe in de zondagavondquiz De Pappenheimers. Op 27 januari 2011 zong hij - opnieuw na lang aandringen van Luc Appermont - nog eens Waarom zijn de bananen krom tijdens het eresaluut voor zijn goede vriend Marc Dex in het Casino van Oostende en kwam zo nog eens in De Rode Loper op Eén. Dit was zijn laatste televisieoptreden.

### Ziekte en dood

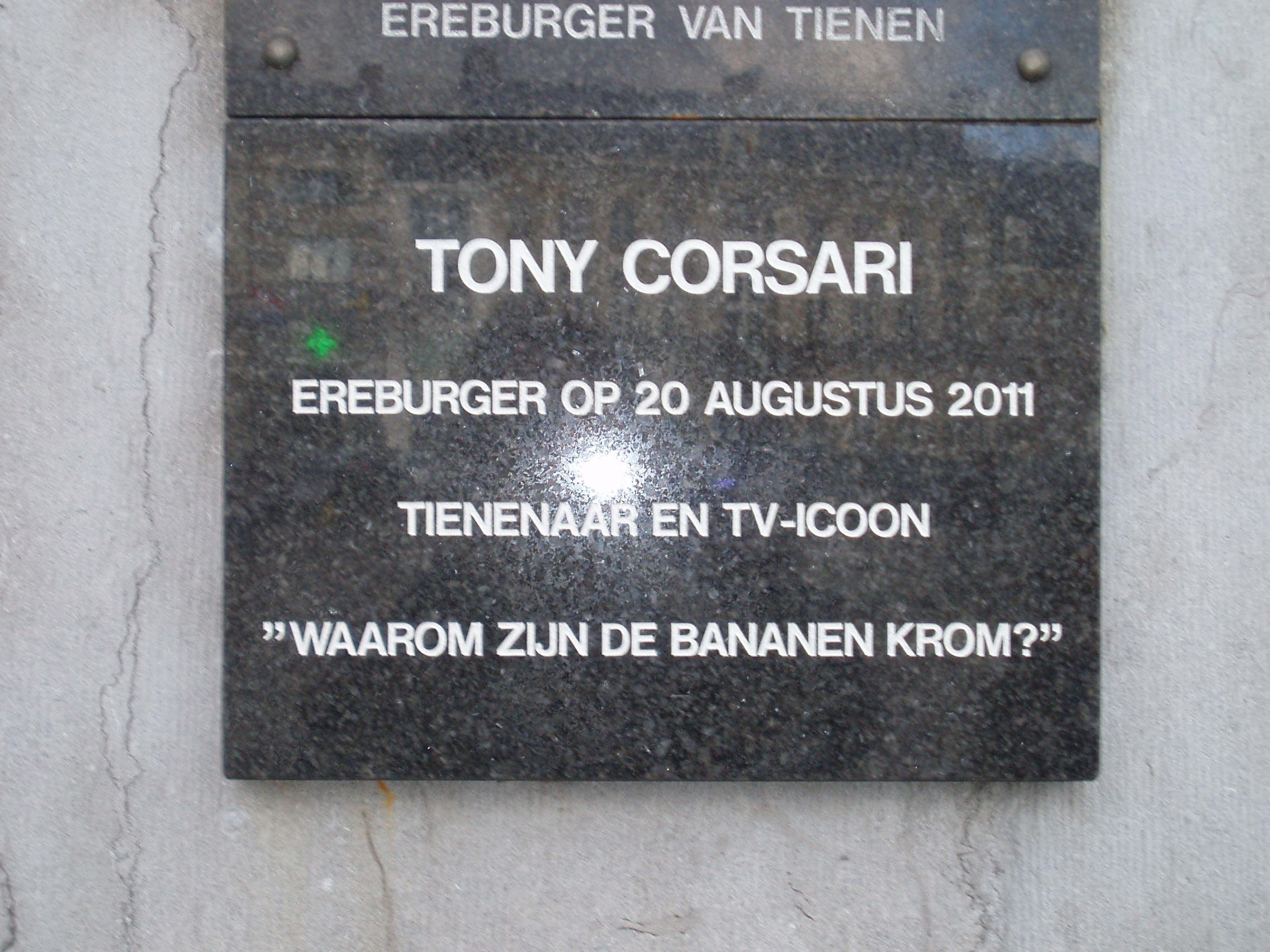
Gedenkplaat in Tienen

In februari 2009 werd hij twee keer geopereerd nadat bij hem darmkanker was vastgesteld. In maart van dat jaar mocht hij het ziekenhuis verlaten. Drie jaar eerder was zijn vrouw Jacqueline Crama overleden, met wie hij sinds 5 augustus 1950 was gehuwd. Op zaterdag 20 augustus 2011 werd hij door het stadsbestuur van zijn geboortestad uitgeroepen tot Ereburger van de Stad Tienen na een speciaal ingerichte gemeenteraadszitting. Hij was zelf in een rolstoel aanwezig op de huldiging in het stadhuis. Tijdens dezelfde plechtigheid trad hij op 84-jarige leeftijd in het huwelijk met Estella Borgelioen, zijn vriendin sinds vele jaren.
Corsari was toen al heel zwaar ziek en de kanker was uitgezaaid naar de lever en de hersenen, ondanks de verschillende therapieën en operaties. Na de behandeling in het Heilige-Hartziekenhuis in Tienen verbeterde zijn toestand niet en werd hij opgenomen op de dienst palliatieve zorgen in een ziekenhuis in Gent. Twee weken later overleed Corsari in het AZ Jan Palfijnziekenhuis te Gent tijdens zijn slaap aan de gevolgen van zijn ziekte. De VRT (Eén) zond op 5 september 2011 een hommage uit onder de titel Tony Corsari: één voor allen, waarin op de carrière van de presentator werd teruggeblikt. Corsari werd op 7 september 2011 te Tienen begraven. In 2018 werd zijn urne overgebracht naar Nevele, waar ze begraven werd op de begraafplaats Oostbroek.

## Televisieshows als presentator
- 100.000 of niets
- De Muziekkampioen
- Ontdek de ster
- Eén tegen allen
- De Corsarishow
- De Teleshow
- Vijf maal vijf
- De antenneclub
- Spaar je mee
- Waag je kans
- Wie weet wat
- Knal, wie vangt de bal

## In populaire cultuur
- In de stripreeks Nero door Marc Sleen nemen Nero en Adhemar in het album De Witte Parel (1962) deel aan een televisiequiz. De presentator is een karikatuur van Tony Corsari (strook 7-9).
- Het praatprogramma Café Corsari, dat van 2012 tot in 2015 te zien was op Eén, is genoemd naar Tony Corsari.